# Georgi Wyndew

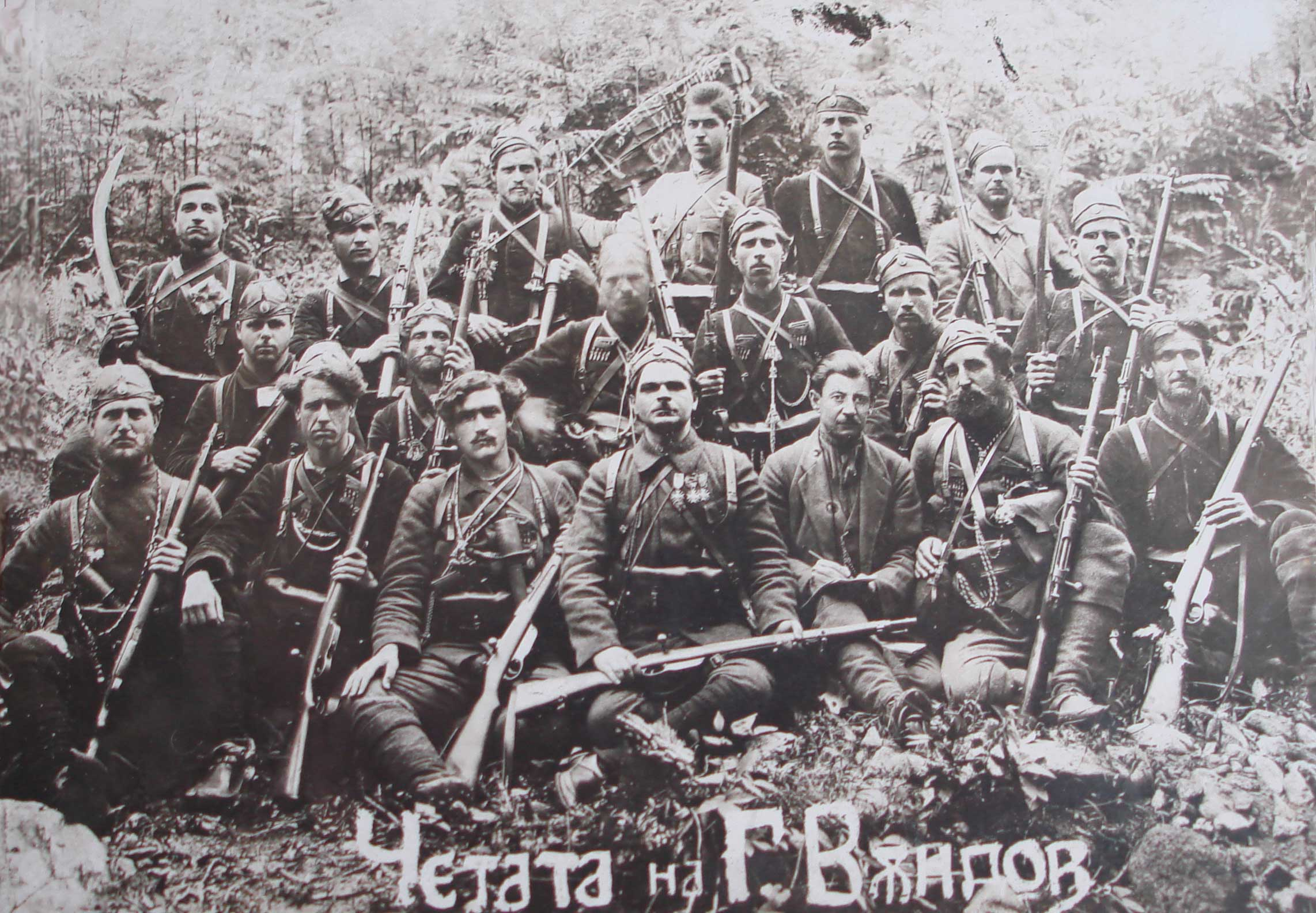
Czeta Georgiego Wyndewa

Georgi Wyndew Gjoszew, nazywany także Wardarski geroj (bułg. Георги Въндев Гьошев; ur. 7 kwietnia 1890 r. w Leskowie, zm. 16 kwietnia 1942 r. w Petriczu) – bułgarski wojewoda Wewnętrznej Macedońsko-Adrianopolskiej Organizacji Rewolucyjnej (WMORO) oraz przewodniczący Strumickiemu Okręgowi Rewolucyjnemu.

## Życiorys
Jego ojciec, Wyndo Gjoszew, był wojewodą, który następnie wcielił go do czety (grupy uzbrojonych, ukrywających się ludzi, którzy sprzeciwiają się władzy). Ukończył gimnazjum w Gjumendży. W wieku 16 lat Georgi został zaprzysiężonym członkiem WMORO-u, następnie stał się czetnikiem Szterju Junany, a niedługo później dołączył do czetników swojego ojca.
Z czetą swojego ojca przy miejscowości Kriwa, 9 października 1912 roku, w czasie pierwszej wojny bałkańskiej rozbił armię turecką; a 19 października pomógł greckiej armii i oswobodził miasto Enidże Wardar. 15 grudnia Wyndo Gjoszew i jego syn zostali aresztowani i skazani na śmierć. Zostali zamknięci w więzieniu w Edi kule, lecz uciekli z niego.
W okresie 1915–1918, Georgi Wyndew uczestniczył jako ochotnik w czasie I wojny światowej. Został przydzielony do Pierwszego Pułku Macedońskiego Jedenastej Macedońskiej Dywizji. Walczył pod Kriwołakiem, Dorjanem oraz w dolinie Strumy. Do jesieni 1918 roku był w oddziale Tane Nikołowa. W 1918 roku Wyndew wraz ze swoimi sojusznikami WMORO-u, podjął zdecydowane kroki w celu powstrzymania działań dywersyjnych serbskich czet prowadzonych przez Costę Pećanaca i Costę Voinovicia. Za co został nagrodzony trzema Orderami Waleczności.
Po wojnie Wyndew aktywnie angażował się w odbudowę WMRO-u. W dniu 15 grudnia 1921 roku w pobliżu Bełotina razem z ośmioma czetami prowadził walkę z kilku serbskimi żołnierzami i policjantami. Brał udział u boku Aleka Wasilewa w akcji wytoczonej przeciwko federalistom. Razem z czetami Eftima Czifliszkiego i Doncza Christowa, przeprowadzał represyjne akcje, lutym 1925 roku, przeciwko serbskim władzom, w odpowiedzi na jej okrucieństwa wobec miejscowej ludności. Podczas szóstego kongresu Wewnętrznej Macedońskiej Organizacji Rewolucyjnej w 1925 roku został wybrany wojewodą Strumickiemu Okręgu Rewolucyjnego. W październiku 1925 roku w czasie granicznego konfliktu między Bułgarią a Grecją, Georgi Wyndew w pomocy Borisowi Bunewowi zorganizował obronę przed inwazją armii greckiej na terytorium Bułgarii. Po przewrocie z 19 maja w 1934 roku, Wyndew był internowany do Burgasu, Karłowa i Sofii. Wrócił do Petricza w 1938 roku. Umarł 16 kwietnia w Petriczu, w wieku 52 lat.
Georgi Wyndew ma czworo dzieci: Swobodę, Dimitara, Nadieżdę i Wynde.